# Bithynia kastorias
Bithynia kastorias е вид охлюв от семейство Bithyniidae. Видът е критично застрашен от изчезване.

## Разпространение
Разпространен е в Гърция.